# Ђорђе Ракић
Ђорђе Ракић (Крагујевац, 31. октобар 1985) је бивши српски фудбалер. Играо је на позицији нападача.

## Клупска каријера
Професионалну каријеру је почео 2003. године у екипи Радничког из Крагујевца. За њих је одиграо 64 лигашке утакмице и постигао 22 гола. У јануару 2006. одлази у ОФК Београд, где добрим партијама скреће пажњу на себе. У августу 2007. потписује за Ред Бул Салцбург. За време боравка у аустријском клубу, није провео пуно времена на терену. Играо је више за јуниорски и резервни тим, а током сезоне 2008/09. је био на позајмици у италијанској Ређини.
У фебруару 2010. одлази у Минхен 1860 прво на позајмицу, да би у августу 2010. потписао уговор. Ту је поново почео да игра стандардно, и одиграо је за две и по сезоне 65 лигашких утакмица и дао 13 голова. У новембру 2012. одлази у Катар и потписује тромесечни уговор са Ал Гарафом, као замена за повређеног нападача Алфонса Алвеса. Напустио је клуб у јануару 2013. након истека уговора.
У јуну 2013. је потписао двогодишњи уговор са Црвеном звездом. Већ на почетку свог боравка у Црвеној звезди, током припрема у Словенији, доживео је тешку повреду због чега је морао да пропусти цео јесењи део сезоне 2013/14. За црвено-беле је дебитовао 8. марта 2014, у Београду, на првенственој утакмици са Напретком, када је на терен ушао у 82. минуту уместо Абиоле Дауде. На свом првом мечу у стартној постави, постигао је и први гол. То се десило 22. априла 2014, у победи над нишким Радничким (2:0) на Маракани, када је постигао први гол за свој тим. До краја сезоне је постигао још два гола, 28. маја, на утакмици последњег кола у Новом Саду против Војводине (3:3), када је Црвена звезда и прославила титулу првака државе. Одиграо је и први део сезоне 2014/15. у Црвеној звезди, током којег је постигао четири гола на 12 првенствених мечева. У децембру 2014. је преко медија ушао у сукоб са тадашњим тренером Лалатовићем, након чега је убрзо и напустио клуб. Почетком јануара 2015. је заједно са саиграчем из Звезде, Гораном Гогићем, отишао у кинеског друголигаша Ћингдао.
Провео је четири године у Кини, да би у јануару 2019. прешао у хрватског прволигаша Локомотиву из Загреба. Након једне полусезоне напушта Локомотиву, и у августу 2019. прелази у грчког трећелигаша Каламату. У јануару 2020. се враћа у загребачку Локомотиву. У августу 2020. је завршио играчку каријеру, и одмах затим је почео да ради као помоћни тренер у загребачкој Локомотиви.

## Репрезентација
Био је члан репрезентације Србије до 21. године, на два Европска првенства, 2006. у Португалу и 2007. у Холандији. Такође је био члан репрезентације на Олимпијским играма 2008. у Пекингу.

## Трофеји

### Црвена звезда
- Суперлига Србије (1) : 2013/14.